# Agnesiella giranna
Agnesiella giranna är en insektsart som först beskrevs av Matsumura 1932.  Agnesiella giranna ingår i släktet Agnesiella och familjen dvärgstritar. Inga underarter finns listade i Catalogue of Life.